# Raganello
Il torrente Raganello nasce dal massiccio del Pollino, dalla Sorgente della Lamia, fino a raggiungere un'area attigua all'abitato di Civita, dove sorge il Ponte del Diavolo, ricostruito dopo un crollo alla fine degli anni novanta del ventesimo secolo. Qui il corso del torrente Raganello diventa più regolare e scorre lungo una valle più aperta, che si mantiene tale fino alla foce. 
Il nome deriva dal termine greco “Ragas” con cui si indica un dirupo roccioso, anche se altri lo associano al termine civitese ragare che significa trascinatore, o al verbo calabrese rragàre, cioè lottare, litigare per la violenza con la quale l'acqua scorre tra le gole.
La zona è compresa nella Riserva naturale Gole del Raganello, e le visite al torrente sono consigliabili solo con l'accompagnamento di una guida, visti anche i passati episodi nei quali gruppi di escursionisti hanno dovuto essere soccorsi per essersi inoltrati senza la necessaria esperienza e attrezzatura. 

## Geografia
Il canyon del Raganello viene distinto in due parti: le Gole alte e le Gole basse, cui si aggiungono i bacini del Raganello nella parte terminale. 

### Gole alte del Raganello

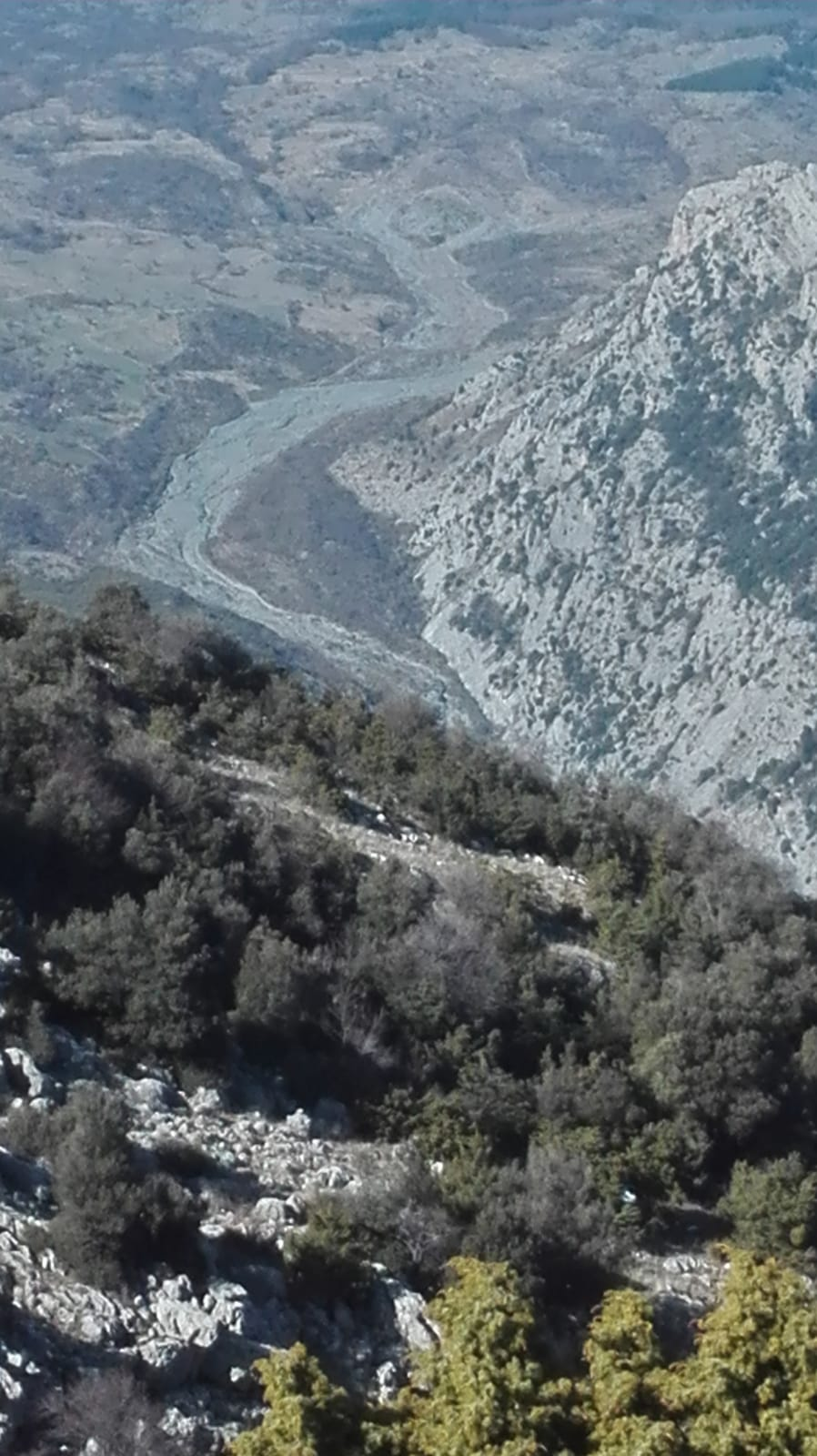
Le sorgenti del Raganello viste da un sentiero CAI nei pressi di Colle Marciano, Civita.

Le Gole alte del Raganello o Gole di Barile si dipartono dalla Sorgente della Lamia fino a raggiungere la cosiddetta Scala di Barile, nei pressi dell'abitato di San Lorenzo Bellizzi, in un percorso di circa 9 km. La conformazione del torrente è molto accidentata, ma di grande interesse naturalistico ed escursionistico. Il canyon è costituito da due pareti rocciose: la Timpa di Porace-Cassano e la Timpa di San Lorenzo (1652 m). Esse sovrastano il torrente per un'altezza di circa 600-700 metri. Il percorso è costituito da rocce multicolori, levigate dalle acque che scorrono lungo questo corso. I luoghi più suggestivi hanno nomi come il Grande Diedro, il Masso delle Rudiste, la Sorgente degli Equiseti, l'Anfiteatro del Diavolo, il Tunnel dei Colombacci.

### Gole basse del Raganello
Le Gole basse del Raganello si dipartono dalla zona Pietraponte, dove si erge il Ponte omonimo, un singolare macigno incastonato tra le pareti, fino a raggiungere la zona sottostante lo spettacolare Ponte del Diavolo, nei pressi di Civita, in un percorso di circa 8 km. Il percorso è simile per conformazione a quello superiore, ma più difficoltoso da percorrere, data la maggiore quantità d'acqua del bacino e la presenza di punti maggiormente scoscesi e accidentati: la Forra d'Ilice, la Conca degli Oleandri, la Tetra Fenditura, la Frana Ciclopica.

### Foce
Il torrente sfocia tra Sibari e Villapiana, con il tratto terminale largo varie decine di metri e valicato da un ponte ferroviario e due stradali.

## Incidenti
Il 20 agosto 2018 due gruppi di escursionisti che stavano praticando torrentismo furono travolti dalle acque, a causa di un fenomeno d'inondazione improvvisa originato da intense precipitazioni
. Tra i 44 escursionisti coinvolti si registrarono 10 vittime, compresa una delle guide che accompagnava i gruppi, 11 feriti e 23 persone tratte in salvo dai soccorritori.
Il 19 aprile 1959 da una parete delle Gole Basse, dove si era arrampicato per osservare le colombe di scogliera nei loro nidi, precipitò nelle acque del Raganello, perdendo la vita, l'ornitologo tedesco Gustav Kramer, peraltro esperto scalatore.